# Кацентал (Алзас)
Кацентал је насеље и општина у Француској у региону Алзас, у департману Горња Рајна.
По подацима из 2011. године у општини је живело 544 становника, а густина насељености је износила 155,43 становника/km².

## Демографија
| 1962. | 1968. | 1975. | 1982. | 1990. | 2011. |
| ----- | ----- | ----- | ----- | ----- | ----- |
| 463   | 483   | 528   | 505   | 505   | 544   |